# Fairyland
Fairyland – zespół muzyczny z Francji grający symfoniczny power metal. Zespół został założony w 1998 roku przez młodego klawiszowca Philippe Giordanę oraz Willdrica Lievina. Zespół początkowo nazywał się Fantasy, później Fantasia, aż ostatecznie nazwali go Fairyland. Giordana i Lievin nagrali razem demo o nazwie "Realm of Wonders" (jeszcze pod nazwą Fantasia). Nieco później spotkali gitarzystę, Anthony'ego Parkera, który najpierw grał we francuskim zepsole Heavenly. Anthony zaczął grać na gitarze, gdy miał 17 lat. Po długim czasie zdecydowali, że nagrają pierwszy album jako koncept-album. Zaczęli więc nagrywać w "Wizard Studio" w lutym 2002 roku. Album był gotowy w grudniu tego samego roku. Powodem, dla którego zespół nagrywał swój pierwszy album tak długo, była konieczność dokończenia i dopracowania skomponowanych utworów zanim zostały nagrane.
W lecie 2002 roku, w środku nagrywania albumu, Fairyland zaczął rozglądać się za wokalistką lub wokalistą, ale takim, który śpiewałby czystym głosem. Jedyne imię, które przyszło im wtedy do głowy to Elisa C. Martin, znana z hiszpańskiego zespołu powermetalowego Dark Moor. 
Album Of Wars in Osyrhia wyszedł w czerwcu 2003 roku, nakładem Napalm Records. 
Nieco później po wydaniu debiutanckiej płyty, zespół opuściła Elisa. Jej miejsce zajął Max Leclercq.
W grudniu 2006 roku wyszedł drugi album zespołu, The Fall of an Empire.
30 lipca 2007 roku Philippe napisał na oficjalnej stronie zespołu, że Wildric, Anthony oraz Max zdecydowali się opuścić zespół i zająć się swoimi innymi projektami. 
Fairyland nadal istnieje, ale bez jakichkolwiek członków zespołu oprócz Philla.

## Członkowie zespołu
- Philippe Giordana (instrumenty klawiszowe, chóry)

## Byli członkowie zespołu
- Willdric Lievin (perkusja, gitara rytmiczna, gitara basowa, chóry)
- Anthony Parker (gitara)
- Elisa C.Martin (śpiew)
- Max Leclercq (śpiew)

## Dyskografia
- Realm Of Wonders (2000)
- Of Wars in Osyrhia (2003)
- The Fall of an Empire (2006)
- Score to a New Beginning (2008)